# Ignacio Villamor
Ignacio Villamor (Bangued, 1 februari 1863 - Manilla, 25 mei 1933) was een Filipijns advocaat, rechter, kabinetslid en bestuurder. Villamor was de eerste Filipijnse Executive Secretary en eerste president van de University of the Philippines. Ook was hij rechter van het Filipijns hooggerechtshof

## Biografie
Blas Villamor werd geboren op 1 februari 1863 in Bangued in de Filipijnse provincie Abra. Zijn ouders waren Florencio Villamor en Wenceslaoa Borbon. Villamor was de oudere broer van Juan Villamor, afgevaardigde en senator, en Blas Villamor, gouverneur van Abra, Isabela en Apayao. Na het voltooien van de lagere school in Bangued en de middelbare school in Vigan, schreef hij zich in 1882 in aan het Colegio de San Juan de Letran in Manilla. In 1885 behaalde hij er een bachelor-diploma. Twee jaar later volgde een Master of Arts-diploma aan de University of Santo Tomas. Aansluitend studeerde hij rechten. In 1894 behaalde hij ook zijn Master-diploma rechten aan dezelfde universiteit. Op 16 februari 1901 werd hij benoemd als fiscal (openbaar aanklager) van de provincie Pangasinan en op 30 juni van datzelfde jaar als rechter van het zesde gerechtelijke district. Van 1906 tot 1908 was hij Sollicitor General en van 1908 tot 1913 Attorney General. In 1913 werd Villamor als eerste Filipino ooit benoemd tot Executive Secretary. Twee jaar later, op 7 juni 1915, werd hij bovendien de eerste Filipijnse president van de University of the Philippines. Deze functie zou hij tot 1921 vervullen. In 1918 werd hij naast zijn functie als universiteitspresident aangesteld als directeur van het Bureau of Census. Van 19 mei 1920 tot zijn dood in 1933 was Vilamor rechter van de hoogste Filipijnse rechtbank, het Filipijns hooggerechtshof.
Villamor was getrouwd met Maria Flores. Samen kregen ze twee kinderen, waaronder gevechtspiloot Jesus Villamor.